# À Espera de um Milagre (livro)
À Espera de um Milagre (The Green Mile, no original) é um romance do escritor estadunidense Stephen King. Foi originalmente lançado em seis volumes, intitulado O Corredor da Morte.
O livro é narrado em primeira pessoa por Paul Edgecombe, um idoso que vive em um asilo. Paul regressa em suas memórias e narra suas experiências como chefe dos guardas no corredor da morte da penitenciária de Cold Mountain durante a Grande Depressão. Os guardas do Bloco E acompanhavam os últimos dias dos condenados, assassinos cruéis e perigosos; nada que aconteceu durante todo seu trabalho na penitenciária se comparou ao estranho e misterioso John Coffey, que chegou ao Corredor em 1932 ao ser condenado pelo assassinato de duas meninas, as gêmeas Detterick. Aos poucos, desenvolve-se entre Edgecombe e Coffey uma relação incomum, baseada na descoberta de que o prisioneiro possui um dom mágico que é, ao mesmo tempo, misterioso e milagroso. O guarda se debate em um conflito moral entre o cumprimento do dever e a consciência de que o prisioneiro que deverá morrer pelas suas mãos pode não ser o culpado de um crime tão brutal.
Devido ao sucesso, um filme baseado no livro, À Espera de um Milagre, dirigido por Frank Darabont, foi lançado em 1999, trazendo no elenco Tom Hanks e Michael Clarke Duncan.

## Lista de volumes
À Espera de um Milagre foi objeto de um experimento realizado por King que, em sua infância e adolescência, consumia a literatura em episódios. Ele queria testar se esse formato ainda seria viável nos dias de hoje e declarou que esse formato não permitiria ao leitor avançar ou bisbilhotar o final, o que aumentaria o suspense da trama.
Os seis volumes também foram lançados no Brasil pela editora Objetiva que receberam os nomes abaixo:
| Título em Inglês                  | Título em Português                  | Data de publicação original |
| --------------------------------- | ------------------------------------ | --------------------------- |
| The Two Dead Girls                | As Duas Meninas Mortas               | 28 de março de 1996         |
| The Mouse on the Mile             | O Rato no Corredor                   | 25 de abril de 1996         |
| Coffey's Hands                    | As mãos de Coffey                    | 30 de maio de 1996          |
| The Bad Death of Eduard Delacroix | A Morte Horrenda de Eduard Delacroix | 27 de junho de 1996         |
| Night Journey                     | Excursão Noturna                     | 25 de julho de 1996         |
| Coffey on the Mile                | Coffey no Corredor                   | 29 de agosto de 1996        |

## Enredo
O livro é narrado em primeira pessoa por Paul Edgecombe. O livro alterna entre a narrativa dele atual, como um homem idoso na Casa de Repouso Gerogia Pines em 1996, momento em que escreve a história e suas memórias do ano de 1932 como supervisor do corredor da morte na Penitenciária Cold Mountain. O nome da série de livros vem do fato da cor do chão do corredor da morte ser verde e se estender por uma milha (Green Mile).
Foi no ano de 1932 que chegou no corredor da morte o condenado John Coffey, um homem forte e afrodescendente de 2,03 metros de altura condenado pelo rapto e estupro de duas garotas brancas. Durante sua estadia no corredor da morte, John divide as celas do corredor da morte com o prisioneiro Eduard "Del" Delacroix um cajun incendiário, estuprador e assassino  com William Wharton ("Billy the Kid" para ele mesmo e "Wild Bill" para os guardas), um maluco assassino serial que está determinado a causar o maior número de problemas antes de sua execução. Outros habitantes do corredor da morte incluem Arlen Bitterbuck um Índio Americano condenado por matar um homem por causa de um par de botas (o primeiro prisioneiro a ser executado na cadeira elétrica); Arthur Flanders um executivo da área imobiliária condenado pelo assassinato de seu pai para fraudar o seguro, cuja sentença é transformada em prisão perpétua (enquanto cumpre sua sentença ele é morto por outro detento na lavanderia); e Mr. Jingles, um rato que é adestrado por Del a executar vários truques, como empurrar um carrosel de linha, por exemplo.
Paul e os outros guardas não toleram e se irritam ao longo do livro com Percy Wetmore um guarda sádico que adora importunar os presos. Os outros guardas tem que tratar ele respeitosamente porque ele é sobrinho da esposa do governador. Quando Percy recebe uma oferta para mudar de emprego Paul finalmente acha que irá se livrar dele, porém, ele se recusa a mudar de emprego e diz que somente mudará de emprego caso seja o encarregado de uma das execuções. Assim, querendo se livrar do problema Paul decide nomear Percy para a próxima execução que será de Del. No dia da execução de Del, Percy propositadamente evita ensopar a esponja que é colocada dentro do capacete de metal que conduz a eletricidade em uma salmoura (que ajuda a conduzir eletricidade e diminuir o tempo de sofrimento do condenado). A consequência da esponja estar seca é que, quando ligada a eletricidade, Del pega fogo em razão da corrente elétrica e sofrer uma prolongada e agonizante morte.
Com o tempo Paul percebe que Coffey possui capacidades de cura inexplicáveis que ele usa no próprio Paul para curar ele de uma infecção urinária e uma segunda vez para ressuscitar Mr. Jingles depois que Percy o havia matado com um pisão. Uma pessoa tímida e simplória, Coffey gera empatia e se sensibiliza com os sentimentos dos que estão ao seu redor. Em uma das noites os guardas drogam Wharton, o colocam em uma camisa de força e em uma despensa para que eles possam tirar clandestinamente Coffey da cela e da penitenciária para levá-lo para a casa do Diretor da penitenciária (Hal Moores). A esposa do diretor está com tumor cerebral inoperável que é prontamente curado por Coffey. Quando chega na penitenciária de volta, Coffey passa a doença da esposa do diretor para Percy como vingança do que ele havia feito com Del. Percy enlouquece com doença e assassina Wharton, caindo em um estado catatônico do qual nunca mais se recupera, sendo enviado como paciente para um hospício.
Paul começa a desconfiar de que Coffey, por ser sensível e de natureza dócil não é culpado pelos crimes de que foi acusado e descobre, após uma investigação, de que o real culpado pela morte das duas meninas era na verdade Wharton. Quando foi achado com o corpo das duas crianças no colo e sujo de sangue era porque Coffey, na verdade, estava tentando usar o seu poder sobrenatural de cura para trazer as meninas de volta a vida, porém, as feridas delas eram incuráveis.
Mais tarde Coffey diz a Paul o que viu quando segurou o braço de Wharton uma vez. Como Wharton coagiu as irmãs a ficar em silêncio ameaçando-as que se uma delas fizesse qualquer barulho ou gritasse ele mataria a outra, usando o amor delas contra elas mesmas. Paul não sabe como ajudar Coffey mas este diz a Paul para que ele não se preocupe demais, pois ele já está preparado para morrer e quer escapar da crueldade do mundo. A execução de Coffey é a última execução de que Paul participa. Conforme se aproxima do final da narrativa, ele oferece para Elaine para ler, o que ela faz. Assim que ela lê a história desacreditando em tudo que leu Paul apresenta a ela Mr. Jingles que neste ponto, 64 anos depois de ressuscitado, deveria estar morto, já que a expectativa de vida de um rato comum é de apenas 4 (quatro) anos. Assim que ele apresenta o rato vivo, o rato morre. Paul explica a Elaine que aqueles que foram curados por Coffey foram agraciados com uma expectativa de vida longa. Elaine morre logo depois, nunca sabendo que a esposa de Paul morreu nos braços dele imediatamente após um acidente de ônibus e que Paul viu o fantasma de Coffey o observando de uma passagem elevada. Paul parece e se sente sozinho depois da morte da amiga, agora ele tem 104 anos anos de idade e imagina quantos mais anos ele irá viver na solidão.

## Recepção
The Green Mile recebeu o Bram Stoker Award de Melhor Romance em 1996. Em 1997, foi indicado à mesma categoria no British Fantasy Award e no Locus Award. Em 2003 foi listado pela votação The Big Read, realizada pela BBC, como "romance mais amado do Reino Unido".